# 배현진 피습 사건
배현진 피습 사건은 배현진이 2024년 1월 25일 17시 18분경 서울특별시 강남구 신사동 노상에서 대청중학교에 재학 중인 남자 중학생으로부터 돌로 20여 차례 머리를 가격당해 순천향대학교 부속 서울병원 지역응급의료센터로 이송된 사건이다.

## 수사
26일 경찰은 습격 중학생을 보호자 입회 하에 조사한 뒤, 새벽에 응급 입원 조치했다.

## 같이 보기
- 배현진
- 이재명 피습 사건
- 도널드 트럼프 암살 미수 사건